# Ossenberg-Fehrenbusch
Das etwa 655 ha große Naturschutzgebiet  Ossenberg-Fehrenbusch befindet sich im Landkreis Göttingen im Süden von Niedersachsen. Es ist flächen- und namensgleich mit dem im Jahre 2015 ausgeschiedenen FFH-Gebiet 154.
Es liegt westlich von Göttingen zwischen Dransfeld und Barterode nördlich der B 3 und 6 km westlich der A 7. Unter der Kennzeichen-Nummer NSG BR 92 ist es beim Niedersächsischen Landesbetrieb für Wasserwirtschaft, Küsten- und Naturschutz (NLWKN) registriert.
Das Gebiet wird geprägt durch naturnahe Eichen-Hainbuchen-Wälder und Buchenwälder verschiedener Ausformung. Dazu gehört eine artenreiche Bodenvegetation auf Muschelkalkverwitterungsböden. Im Naturschutzgebiet befindet sich das Kulturdenkmal Hünenburg und das Geotop Nr. 4424/04, ein Basaltgang im Muschelkalk.

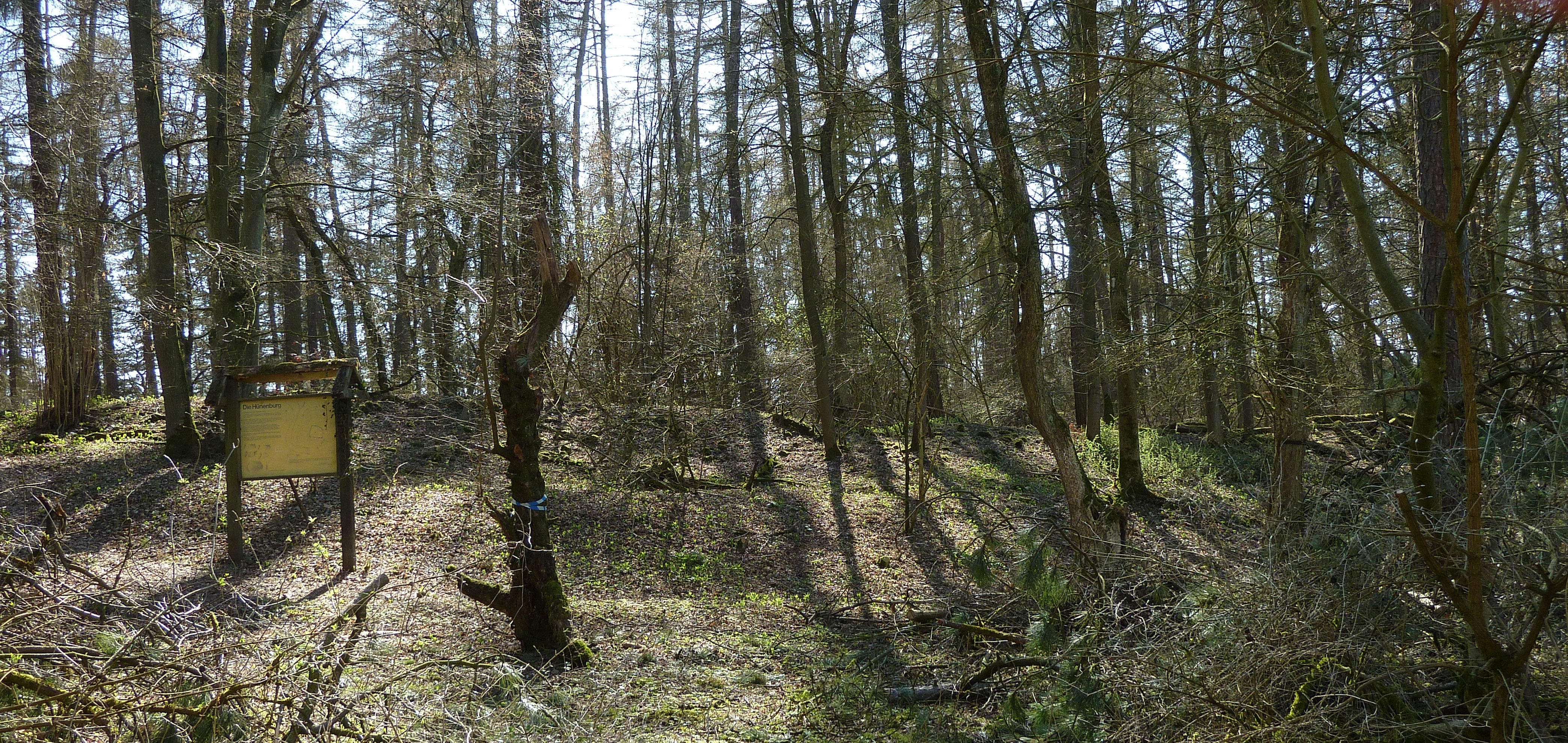
Wälle der „Hünenburg“ am Ossenberg, Waldbereich im Naturschutzgebiet

## Geschichte
Mit Erstverordnung vom 13. Juli 1994 wurde das Gebiet Ossenberg-Fehrenbusch zum Naturschutzgebiet erklärt. Zuständig ist der Landkreis Göttingen als untere Naturschutzbehörde.